# Station Soissons
Station Soissons is een spoorwegstation in de Franse gemeente Soissons op de lijn La Plaine - Hirson en Anor.
Het is tevens eindpunt van de lijnen naar Givet en naar Rochy-Condé, beide gedeeltelijk buiten gebruik, en had vroeger nog meerdere andere verbindingen.
Het station werd op 16 april 1862 in gebruik genomen door de Compagnie des chemins de fer des Ardennes. Op 2 juni 1862 werd door de Compagnie des chemins de fer du Nord de lijn naar Villers-Cotterêts geopend.
Thans wordt het station bediend door de treinen van de TER Picardie.